# Romano Garagnani
Romano Garagnani, född 6 juni 1937 i Castelfranco Emilia, död 30 januari 1999 i Modena, var en italiensk sportskytt.
Garagnani blev olympisk silvermedaljör i skeet vid sommarspelen 1968 i Mexico City.